# Foodwatch
Foodwatch is een Europese maatschappelijke organisatie zonder winstoogmerk die zich inzet voor het recht op eerlijk, veilig en gezond voedsel. De organisatie heeft kantoren in Duitsland (Berlijn), Frankrijk (Parijs), Oostenrijk (Wenen) en Nederland (Amsterdam).
De organisatie monitort en onderzoekt voedselproducten en voedselproducenten en stelt daar waar sprake is van misstanden deze aan de kaak.

## Geschiedenis
Foodwatch werd in 2002 in Duitsland opgericht door Thilo Bode, een voormalig directeur van Greenpeace International, uit bezorgdheid voor de voedselkwaliteit.
In 2008 kwam de organisatie voor het eerst internationaal in het nieuws naar aanleiding van het onderzoek dat men gedaan had naar aanwezigheid van uranium in Duits bron- en drinkwater.

## Doelstelling
Een van de doelen is om ervoor te zorgen dat de politiek haar verantwoordelijkheid neemt in de borging van consumentenrechten, volksgezondheid, en het mensenrecht op adequaat voedsel.

## Werkwijze
De organisatie voert campagnes, geeft consumenten informatie en voorlichting die voedselbedrijven hen onthouden en reageert op actuele voedselschandalen en voedselfraude. Campagnes zijn gericht op betere regelgeving.

## Foodwatch in Nederland
Sinds 2010 is de organisatie actief in Nederland.

### Suiker
Foodwatch maakt sinds 2019 in Nederland jaarlijks de ‘Suikermaxdag’ bekend, de dag in het jaar waarop mensen de door de WHO aanbevolen maximum hoeveelheid vrije suikers voor een heel jaar al op hebben. Deze dag wordt berekend voor bevolkingsgroepen per leeftijdscategorie.

### E-nummers
Foodwatch voert in Nederland onder andere campagne tegen het gebruik van E-nummers in producten die als "puur en eerlijk" aangeprezen worden.

### Gouden Windei
Een campagne sinds 2010 is de jaarlijkse uitreiking van het Gouden Windei voor wat ze "het meest misleidende voedingsmiddel" uit de Nederlandse supermarkt noemen.